# Крозасо (Торино)
Крозасо је насеље у Италији у округу Торино, региону Пијемонт.
Према процени из 2011. у насељу је живело 4 становника. Насеље се налази на надморској висини од 985 м.